# Lorenzo Piretto
Mons. Prof. Lorenzo Piretto, (* 15. prosince 1942, Tonengo di Mazzè, Provincie Torino, en Piemont) je italský římskokatolický duchovní, arcibiskup Izmiru a člen řádu Dominikánů.